# Mulan
Neînfricata Mulan sau Mulan este un film de animație din 1998 produs de Walt Disney Animation Studios, fiind al 36-lea film animat produs de Walt Disney Pictures. Face parte din perioada de succes masiv a Studiourilor de Animație Walt Disney, cunoscută ca Renașterea Disney. Povestea filmului se bazează pe legenda chineză a lui Hua Mulan. Filmul este regizat de Chris Williams care a mai târziu lucrat și pentru filmele The Emperor's New Groove și Bolt. Filmul are ca voci principale pe Ming-Na, Eddie Murphy, B.D. Wong, Miguel Ferrer, Harvey Fierstein, Gedde Watanabe, Jerry Tondo, James Hong, Soon-Tek Oh, June Foray, Pat Morita, George Takei, Freda Foh Shen, James Shigeta, Frank Welker, și Mary Kay. Povestea filmului se rezumă la o fată alb și mic pe nume Mulan, care a fost pentru a face față unei matchmaker numai la doar pentru a face un spectacol de ea și nu în mizerie. Când tatăl ei este forțat să se înrola într-un război în ciuda lui de vârstă și invaliditate, Mulan impune ca un om de a-l salva. Astfel, compania Disney a luat decizia producerii unui continuări, Mulan II, pe 1 februarie 2005. Premiera românească a filmului a avut loc în decembrie 1998 în varianta subtitrată, fiind distribuit de Romania Film și Euro Entertainment Enterprises, filmul fiind disponibil și pe DVD și Blu-Ray din 29 septembrie 2009, distribuit de Prooptiki și Provieo România.
În limba română solistul trupei byron- Daniel Radu asigură vocea din cântecele lui Shang. 

## Acțiune
Într-o Chină antică plină de prejudecăți, o tânără pregătită pentru întâlnirea cu pețitoarea se face de râs, neaducând onoare familiei. În același timp, hunii atacă teritoriul chinez, iar împăratul decretează mobilizarea recruților și a rezerviștilor. Tristă că nu și-a mulțumit tatăl, Mulan pleacă în locul acestuia la încorporare, deși pedeapsa pentru fetele care îndrăznesc să se încorproreze în armată este moartea. Recruții sunt lăsați să se antreneze cu un tânar căpitan, iar armata permanentă pleacă să-i înfrunte pe huni. Mulan este ajutată în drumul ei de un dragon și de un greieraș norocos, precum și de un cal falnic. Până la urmă Mulan aduce onoare familiei ei, iar Mushu, dragonul, este avansat la nivelul de gardian al străbunilor. Și familia este mândră deoarece, după terminarea războiului, la Mulan vine un tânăr chipeș, nimeni altul decât conducătorul acelei oști.

## Titluri în alte limbi
- arabă: مولان (Mwlān)
- chineză: 花木兰 (Huā Mùlán)
- coreeană: 뮬란 (Myuran)
- ebraică: מולאן (Mulan)
- japoneză: ムーラン (Mūran)
- rusă: Мулан (Moulan)

## Distribuția
- Ming-Na - Mulan
- Eddie Murphy - Mushu
- B.D. Wong - Captain Li Shang
- Miguel Ferrer - Shan Yu
- Harvey Fierstein - Yao
- Gedde Watanabe - Ling
- Jerry Tondo - Chien-Po
- James Hong - Chi-Fu
- Soon-Tek Oh - Fa Zhou
- June Foray - Grandmother Fa
- Pat Morita - The Emperor of China
- George Takei - First Ancestor
- Freda Foh Shen - Fa Li
- James Shigeta - General Li
- Frank Welker - Cri-Kee,Kahn,Little Brother
- Mary Kay Bergman - Various ancestors

## Legături externe
- Site web oficial
- Mulan la Internet Movie Database
- Mulan la Allmovie
- Mulan la Rotten Tomatoes
- Mulan la Big Cartoon DataBase